# San Vicente, Ilocos Sur

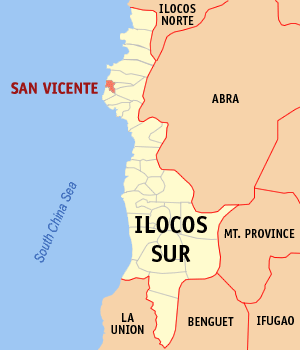
Bản đồ Ilocos Sur với vị trí của San Vicente

San Vicente là một đô thị hạng 5 ở tỉnh Ilocos Sur, Philippines. Theo điều tra dân số năm 2000 của Philipin, đô thị này có dân số 10.877 người trong 2.248 hộ.

## Các đơn vị hành chính
San Vicente được chia ra 7 barangay.
| - Bantaoay - Bayubay Norte - Bayubay Sur - Lubong - Poblacion - Pudoc - San Sebastian |